# Hawks Nest Airport
Hawks Nest Airport är en flygplats i Bahamas.   Den ligger i distriktet Cat Island, i den sydöstra delen av landet, 210 km sydost om huvudstaden Nassau. Hawks Nest Airport ligger 7 meter över havet. Den ligger på ön Cat Island.
Terrängen runt Hawks Nest Airport är mycket platt. Havet är nära Hawks Nest Airport västerut. Runt Hawks Nest Airport är det mycket glesbefolkat, med 4 invånare per kvadratkilometer.. 